# لإيرج
إيرج بن فريدون هو أصغر أولاد فريدون وقد اقطعه أبوه ممالك العراق، وجعله وليا لعهده فقام أخواه سلم وتور
بقتله حسدا، ثم قام منوشهر بن إيرج(ويقال إن إيرج أحد أجداده) بقتل سلم وأخوه